# Матч СРСР — США з легкої атлетики в приміщенні 1973
Матч СРСР — США з легкої атлетики в приміщенні 1973 був проведений 16 березня у Ричмонді, який також приймав аналогічні змагання попереднього року.
Змагання проходили під дахом «Ричмонд Колізеума» на круговому дерев'яному треку довжиною 160 ярдів (~146 метрів), крім змагань чоловіків у метанні ваги, які були проведені на метальному секторі просто неба.

## Результати

### Чоловіки
| Місце | Атлет              | Результат |
| ----- | ------------------ | --------- |
| 1     | Герб Вашингтон     | 6,0       |
| 2     | Айворі Крокетт     | 6,0       |
| 3     | Валерій Борзов     | 6,1       |
| 4     | Олександр Корнелюк | 6,1       |

| Місце | Атлет             | Результат |
| ----- | ----------------- | --------- |
| 1     | Фред Ньюгаус      | 1.10,0    |
| 2     | Вес Вільямс       | 1.11,1    |
| 3     | Володимир Носенко | 1.11,3    |
| 4     | Валерій Юдін      | 1.12,1    |

| Місце | Атлет                | Результат  |
| ----- | -------------------- | ---------- |
| 1     | Євген Аржанов        | 2.06,0 EIB |
| 2     | Марк Вінценрайд      | 2.06,8     |
| 3     | Володимир Пономарьов | 2.07,9     |
| 4     | Юріс Лузиньш         | 2.08,3     |

| Місце | Атлет              | Результат  |
| ----- | ------------------ | ---------- |
| 1     | Володимир Пантелей | 4.01,5 NIB |
| 2     | Віктор Семяшкін    | 4.03,2     |
| 3     | Дункан Мак-Дональд | 4.08,7     |
| 4     | Гавелл Майкл       | 4.11,0     |

| Місце | Команда            | Результат |
| ----- | ------------------ | --------- |
| 1     | Рашид Шарафетдинов | 13.22,6   |
| 2     | Трейсі Сміт        | 13.24,2   |
| 3     | Джим Кроуфорд      | 13.31,6   |
| 4     | Володимир Афонін   | 13.39,2   |

| Місце | Команда             | Результат |
| ----- | ------------------- | --------- |
| 1     | Анатолій Мошіашвілі | 7,0       |
| 2     | Том Гілл            | 7,1       |
| 3     | Віктор Мясников     | 7,4       |
| 4     | Ларрі Шипп          | 7,4       |

| Місце | Команда                                                                                | Результат |
| ----- | -------------------------------------------------------------------------------------- | --------- |
| 1     | СШААйворі Крокетт (15,6) Денніс Вокер (33,7) Фред Ньюгаус (54,7) Томмі Тернер (1.17,8) | 3.01,8    |
| 2     | СРСРОлександр Корнелюк Валерій Борзов Володимир Пономарьов Георгій Чернишов            | 4.08,1    |

| Місце | Команда       | Результат |
| ----- | ------------- | --------- |
| 1     | Микола Смага  | 20.56,2   |
| 2     | Євген Івченко | 20.59,0   |
| 3     | Рон Денієлс   | 21.31,4   |
| 4     | Рон Кулик     | 22.20,0   |

| Місце | Команда           | Результат |
| ----- | ----------------- | --------- |
| 1     | Володимир Абрамов | 2,19      |
| 2     | Пат Матцдорф      | 2,16      |
| 3     | Юрій Тармак       | 2,11      |
| 4     | Джин Голтон       | 2,06      |

| Місце | Атлет          | Результат |
| ----- | -------------- | --------- |
| 1     | Євген Тананика | 5,15      |
| 2     | Вінс Страбл    | 5,10      |
| 3     | Геннадій Гусєв | 5,10      |
| —     | Джефф Беннетт  | NM        |

| Місце | Атлет             | Результат |
| ----- | ----------------- | --------- |
| 1     | Валерій Підлужний | 7,86      |
| 2     | Арні Робінсон     | 7,66      |
| 3     | Стен Вітлі        | 7,59      |
| 4     | Віктор Санєєв     | 7,50      |

| Місце | Атлет           | Результат |
| ----- | --------------- | --------- |
| 1     | Джон Крафт      | 16,63     |
| 2     | Віктор Санєєв   | 16,62     |
| 3     | Микола Синічкін | 16,33     |
| 4     | Боб Рідер       | 15,69     |

| Місце | Атлет                | Результат |
| ----- | -------------------- | --------- |
| 1     | Джордж Вудс          | 20,78     |
| 2     | Валерій Войкін       | 19,99     |
| 3     | Брюс Вільгельм       | 19,29     |
| 4     | Олександр Баришников | 19,16     |

| Місце | Атлет              | Результат |
| ----- | ------------------ | --------- |
| 1     | Джордж Френн       | 21,20     |
| 2     | Анатолій Бондарчук | 20,36     |
| 3     | Ел Голл            | 19,52     |
| 4     | Валентин Дмитренко | 18,73     |

| Місце | Атлет              | Результат |
| ----- | ------------------ | --------- |
| 1     | Микола Авілов      | 4015      |
| 2     | Джон Воркентін     | 3933      |
| 3     | Олександр Гребенюк | 3856      |
| 4     | Фред Самара        | 3755      |

### Жінки
| Місце | Атлетка           | Результат |
| ----- | ----------------- | --------- |
| 1     | Айріс Девіс       | 6,6       |
| 2     | Надія Бесфамільна | 6,6       |
| 3     | Людмила Маслакова | 6,7       |
| 4     | Кеті Лоусон       | 6,7       |

| Місце | Атлетка           | Результат |
| ----- | ----------------- | --------- |
| 1     | Кеті Геммонд      | 55,3      |
| 2     | Кріс А'Гарра      | 55,6      |
| 3     | Надія Колесникова | 55,6      |
| 4     | Любов Рунцо       | 57,4      |

| Місце | Атлетка           | Результат |
| ----- | ----------------- | --------- |
| 1     | Шеріл Туссен      | 1.20,7    |
| 2     | Наталія Кулічкова | 1.22,2    |
| 3     | Джарвіс Скотт     | 1.22,3    |
| 4     | Нійоле Сабайте    | 1.25,3    |

| Місце | Атлетка              | Результат |
| ----- | -------------------- | --------- |
| 1     | Робін Кемпбелл       | 2.11,1    |
| 2     | Тамара Козачкова     | 2.11,1    |
| 3     | Валентина Герасимова | 2.11,8    |
| 4     | Керол Гадсон         | 2.12,3    |

| Місце | Атлетка          | Результат |
| ----- | ---------------- | --------- |
| 1     | Людмила Брагіна  | 4.38,7    |
| 2     | Тамара Пангелова | 4.38,7    |
| 3     | Мері Декер       | 4.40,1    |
| 4     | Кеті Гіббонс     | 4.52,1    |

| Місце | Атлетка          | Результат |
| ----- | ---------------- | --------- |
| 1     | Тамара Пангелова | 10.12,0   |
| 2     | Людмила Брагіна  | 10.12,2   |
| 3     | Деббі Гілд       | 10.34,2   |
| 4     | Деббі Рот        | 10.59,0   |

| Місце | Атлетка       | Результат |
| ----- | ------------- | --------- |
| 1     | Патті Джонсон | 7,6       |
| 2     | Меймі Роллінс | 7,7       |
| 3     | Віра Ткаченко | 7,8       |
| 4     | Лія Хітрина   | 7,8       |

| Місце | Команда                                                                       | Результат |
| ----- | ----------------------------------------------------------------------------- | --------- |
| 1     | СШАМаттілін Рендер Кеті Геммонд Шеріл Туссен Робін Кемпбелл                   | 3.26,5    |
| 2     | СРСРНадія Бесфамільна Надія Колесникова Валентина Герасимова Тамара Козачкова | 3.29,5    |

| Місце | Атлетка              | Результат |
| ----- | -------------------- | --------- |
| 1     | Еліс Пфафф           | 1,71      |
| 2     | Деанн Вілсон         | 1,71      |
| 3     | Валентина Тихомирова | 1,68      |
| 4     | Антоніна Лазарева    | 1,68      |

| Місце | Атлетка           | Результат |
| ----- | ----------------- | --------- |
| 1     | Марта Ватсон      | 6,52 NIR  |
| 2     | Хелена Ринга      | 6,14      |
| 3     | Любов Ільїна      | 6,08      |
| 4     | Сьюзен Мак-Лейлін | 5,73      |

| Місце | Атлетка       | Результат |
| ----- | ------------- | --------- |
| 1     | Надія Чижова  | 19,28     |
| 2     | Фаїна Мельник | 17,94     |
| 3     | Марен Зайдлер | 14,74     |
| 4     | Деніз Вуд     | 14,63     |

| Місце | Атлетка              | Результат |
| ----- | -------------------- | --------- |
| 1     | Валентина Тихомирова | 2723      |
| 2     | Віра Ткаченко        | 2712      |
| 3     | Гейл Фітцджеральд    | 2614      |
| —     | Джен Свендсен        | DNF       |

## Командний залік
|                 | СРСР | США |
| --------------- | ---- | --- |
| Чоловіки        | 84   | 76  |
| Жінки           | 62   | 65  |
| Загальний залік | 146  | 141 |

## Відео
- Короткий відеозвіт про матч на YouTube